# William John Coffee

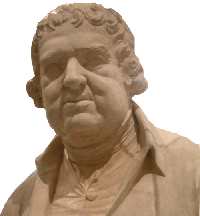
Busto de Erasmus Darwin, feito por, c. 1795

William John Coffee também conhecido como W. J. Coffee (1774–1846) foi um renomado escultor inglês, que trabalhou com porcelana, gesso e terracota. Também trabalhou com pintura a óleo, embora não tenha se tornado famoso por este trabalho. Seu início de carreira foi como um modelador para Duesbury na fábrica de porcelana em Nottingham Road, em Derby, Inglaterra. Parte de seu trabalho está no Derby Museum and Art Gallery.